# Sandhagen
Sandhagen este o arie protejată (arie specială de conservare — SAC, sit de importanță comunitară — SCI) din Suedia întinsă pe o suprafață de 23,3 ha, integral pe uscat.

## Localizare
Centrul sitului Sandhagen este situat la coordonatele 59°43′45″N 17°36′42″E / 59.7291°N 17.6118°E.

## Înființare
Situl Sandhagen a fost declarat sit de importanță comunitară în decembrie 1998 pentru a proteja 1 specie de plante. Situl a fost protejat și ca arie specială de conservare în martie 2011.

## Biodiversitate
Situată în ecoregiunea boreală, aria protejată conține 2 habitate naturale: Taiga vestică, Lacuri eutrofice naturale cu vegetație de tip Magnopotamion sau Hydrocharition.
La baza desemnării sitului se află o specie protejată de  plante: Buxbaumia viridis.